# Щогла Краматорського РТПЦ (перша)
Щогла Краматорського радіотелевізійного передавального центру діяла протягом 1979—2014 років на Карачун-горі між містами  Слов'янськом і Краматорськом у Донецькій області.

## Характеристика
Висота вежі становила 222 метри. Покривала радіосигналом міста Слов'янськ, Краматорськ та прилеглі райони.

## Руйнування
У ніч на 1 липня 2014 року в результаті обстрілу українських позицій проросійськими силами на горі Карачун, телевежа обвалилася. Мінами були перебиті троси, які утримували вежу.
У 2016 році на її місці споруджено нову нижчу телещоглу.